# М. Дж. Радхакришнан
М. Дж. Радхакришнан (малаял. എം.ജെ. രാധാകൃഷ്ണൻ; не ранее 1957 и не позднее 1958, Пуналур, Керала — 12 июля 2019, Тривандрам) — индийский кинооператор, работавший в кино на малаялам. За четыре десятилетия карьеры работал в более 40 фильмах. Лауреат 7 кинопремий штата Керала и Национальной кинопремии за лучшую операторскую работу.

## Биография
Родился в городе Пуналур округа Коллам в семье Джанардханана Вайдьяра и П. Лалиты. В студенческие годы увлёкся фотографией и начал учиться у Н. Л. Балакришнана, а затем стал помощником режиссёра Шаджи Н. Каруна. Дебютировал как независимый кинооператор в фильме 1988 года Mamalakalkkappurathu Али Акбара.
Среди его работ выделяются фильмы Kaliyattam (1997), Theerthadanam (2001), Naalu Pennungal (2007), Pulijanmam (2006), Gulmohar (2008), Thirakkatha (2008),  Papilio Buddha (2013), Perariyathavar (2014) и Viswasapoorvam Mansoor (2017). Он также снял болливудский фильм Ek Alag Mausam (2003).
Был известен тем, что сотрудничал со многими молодыми режиссерами в их первых фильмах. Один из них, Marana Simhasanam (1999) Мурали Наира, выиграл Золотую камеру на Каннском кинофестивале 1999 года. Сам Радхакришнан выигрывал кинопремию штата Кералы семь раз за фильмы Deshadanam (1996), Karunam (1999), Adayalangal (2007), Bioscope (2008), «Дорога домой» (2010), Akashathinte Niram (2011) и Kaadu Pookunna Neram (2016).
Его последними работами стали Veyil Marangal доктора Биджу, который выиграл награду Шанхайского кинофестиваля в 2019 году, и Olu Шаджи Н. Каруна, премьера которого состоялась на Индийском международном кинофестивале. Последний принёс ему Национальную кинопремию посмертно.
Радхакришнан скончался 12 июля 2019 года в 19:30 в больнице, куда был доставлен с жалобами на боль в груди. У него остались жена Шрилата, дочь Нираджа и сын Ядукришнан, который также является кинооператором.